# Ser o parecer
«Ser o parecer» (en portugués: "Ser ou Parecer") es una canción interpretada del grupo mexicano de pop latino RBD.
Es el primer sencillo de su tercer álbum de estudio, Celestial (2006). Se trata de la canción más exitosa en los Estados Unidos, así como en el mundo. También es su segunda canción, y primera en español, en entrar en el Billboard Hot 100, siendo la primera «Tu amor». La versión en portugués fue lanzada por radio sólo para promover las dos versiones de Celestial lanzadas en Brasil.
Ha estado posicionada en los primeros lugares en las listas de popularidad alrededor del mundo. Su video fue grabado en Brasil. Fue el primer sencillo que no tuvo publicidad por parte del melodrama mexicano Rebelde.
La letra de la canción fue escrita y producida por Armando Ávila.

## Vídeo musical
El 2 de octubre de 2006, EMI anunció que el video musical para la canción se terminó. EMI Televisa lanzó el video musical en Youtube. Fue dirigido por Esteban Madrazo y se filmó en São Paulo, Brasil durante su gira en ese país. 
El video musical cuenta con todos los miembros de la banda mostrando cómo los miembros del grupo pasaron de incógnitos virtuales para superestrellas internacionales. Además, cuenta con criaturas como el monstruo de CGI-en las calles junto con el grupo, siendo el primer videoclip de un artista latino con efectos especiales.

## Posicionamiento
| Listas (2006)                           | Mejor puesto |
| --------------------------------------- | ------------ |
| EE. UU. Billboard Hot 100               | 84           |
| EE. UU. Billboard Latin Songs           | #1           |
| EE. UU. Billboard Latin Pop Songs       | 3            |
| EE. UU. Billboard Radio Songs           | 59           |
| EE. UU. Billboard Reginal Mexican Songs | 28           |
| Brasil, Sencillos                       | #1           |
| Chile, Sencillos                        | #1           |
| Colombia, Radiodifusión                 | #1           |
| Iberoamérica Top 100                    | 4            |
| México, Radiodifusión                   | 4            |
| Perú, Radiodifusión                     | #1           |
| España, Radiodifusión [cita requerida]  | 2            |
| México - Top 40 Sencillos               | #1           |
| Ecuador                                 | 2            |
| Argentina                               | 3            |
| Venezuela                               | 2            |